# Aulacophora dohrni
Aulacophora dohrni es un coleóptero de la familia Chrysomelidae.
Fue descrita científicamente por primera vez en 1899 por Jacoby.